# Deltalijn
De Deltalijn is een initiatief op het gebied van spoorverbindingen van de provincie Gelderland, Stadsregio Arnhem-Nijmegen (KAN) en de gemeente Arnhem. De Deltalijn verbindt de Randstad via Utrecht en Arnhem op efficiënte wijze met de regio Rijn-Ruhr.
Het plan omvat investeringen om het traject Utrecht-Arnhem-Duitse grens vanaf 2012 geschikt te maken voor snelheden van ten minste 160 km/uur. Dit zou moeten gebeuren boven op de maatregelen van traject-oost. Vanaf 2020 behoort verdere opwaardering tot 200 km/uur tot de mogelijkheden.
Hiervoor moeten op diverse plaatsen sporen vervangen worden en dienen verscheidene overwegen ongelijkvloers gemaakt te worden.